# Vertigo teskeyae
Vertigo teskeyae är en snäckart som beskrevs av Leslie Raymond Hubricht 1961. Vertigo teskeyae ingår i släktet Vertigo och familjen puppsnäckor. Inga underarter finns listade i Catalogue of Life.